# Erebia paradoxa
Erebia paradoxa är en fjärilsart som beskrevs av Karl Schawerda 1928. Erebia paradoxa ingår i släktet Erebia och familjen praktfjärilar. Inga underarter finns listade i Catalogue of Life.